# جنگ جهانی دوم بر پایه کشور

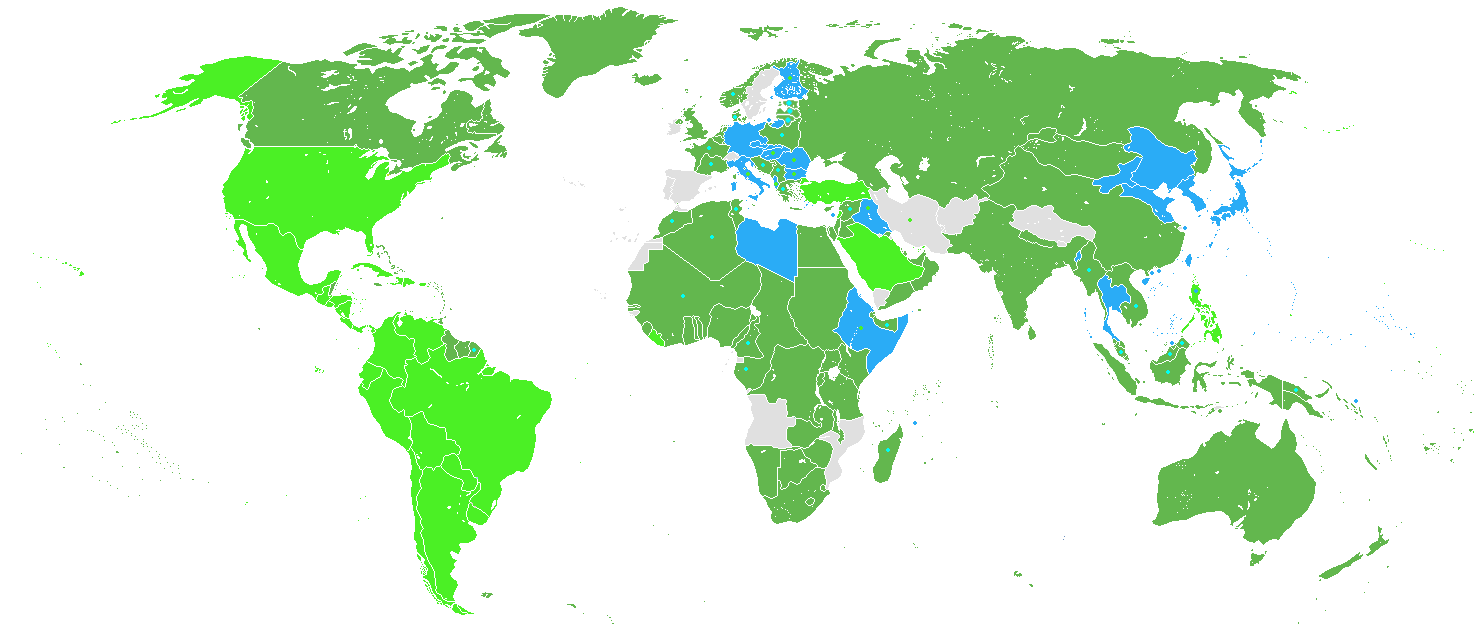
متفقین قبل از حمله به پرل هاربر
متقفینی که پس از حمله به پرل هاربر به آن پیوستند
نیروهای محور
نیروهای بی‌طرف در طول جنگ جهانی دوم

جنگ جهانی دوم بر پایه کشور (انگلیسی: World War II by country) تقریباً همه کشورهای جهان در جنگ جهانی دوم شرکت کردند. بیشتر آنها در ابتدا بی‌طرف بودند، اما تنها تعداد نسبتاً کمی از کشورها تا پایان بی‌طرف ماندند. جنگ جهانی دوم دو اتحاد را در مقابل یکدیگر قرار داد، نیروهای محور و متفقین جنگ جهانی دوم. اتحاد جماهیر شوروی به ۳۵ میلیون مرد، ایالات متحده به ۱۶ میلیون، آلمان ۱۳ میلیون، امپراتوری بریتانیا ۸٫۵ میلیون و ژاپن ۶ میلیون در طی این جنگ خدمت کردند. با خدمت میلیون‌ها نفر در کشورهای دیگر، حدود ۳۰۰ میلیون سرباز شاهد جنگ بودند. به‌طور کلی تخمین زده می‌شود که در مجموع ۷۲ میلیون نفر جان خود را از دست داده‌اند که کمترین برآورد آن ۴۰ میلیون کشته و بالاترین برآورد ۹۰ میلیون نفر است. قدرت‌های اصلی محور عبارت بودند از آلمان نازی، امپراتوری ژاپن و پادشاهی ایتالیا. در حالی که بریتانیا، ایالات متحده آمریکا و اتحاد جماهیر شوروی سوسیالیستی «سه قدرت بزرگ» متفقین بودند.